# Patrick Hillery
Patrick John Hillery (in gaelico Pádraig Seán Ó hIrighile; Miltown Malbay, 2 maggio 1923 – Dublino, 12 aprile 2008) è stato un politico irlandese, esponente del Fianna Fáil.
Fu ministro, commissario europeo e presidente della Repubblica d'Irlanda dal 1976 al 1990.

## Formazione
Hillery si laureò in medicina.

## Carriera politica
Nel 1951 Hillery venne eletto membro del Dáil Éireann in rappresentanza del collegio di Clare.
Nel 1959 fu nominato ministro dell'istruzione. Negli anni successivi ricoprì una serie di incarichi di governo, tra cui ministro dell'industria e del commercio, del lavoro e degli affari esteri.

### Commissario europeo
Nel gennaio 1973 Hillery entrò in carica come commissario europeo per gli affari sociali nella Commissione Ortoli, di cui era anche uno dei vicepresidenti. Si dimise dall'incarico nel dicembre 1976, dopo essere stato eletto presidente dell'Irlanda.

### Presidente della Repubblica
Il 3 dicembre 1976 Hillery entrò in carica come presidente della Repubblica d'Irlanda.

## Vita personale
Hillery era sposato.